# Église Saint-Cyr-et-Sainte-Julitte d'Ambon
Pour les articles homonymes, voir église Saint-Cyr-et-Sainte-Julitte.
L'église Saint-Cyr-et-Sainte-Julitte est une église catholique située à Ambon, en France.

## Localisation
L'église est située dans le département français du Morbihan, sur la commune d'Ambon.

## Historique
Le site est occupé dès l'Antiquité. Les fouilles menées dans les années 1980 et 1990 par P. André et A. Triste ont mis au jour des vestiges pouvant appartenir à un habitat gallo-romain. Entre la fin de l'Antiquité et l'époque romane, un oratoire formé de deux constructions quadrangulaires est élevé à l'emplacement du transept, associé à un cimetière.
Au IXe siècle, la paroisse d'Ambon apparaît dans le cartulaire de Redon.
Au XIe siècle, l'église Sainte-Julitte est mentionnée dans le cartulaire de Quimperlé. 
Au début du XIIe siècle, la paroisse est donnée par l'évêque de Vannes à l'abbaye Saint-Gildas de Rhuys qui y établit un prieuré. 
L'édifice actuel est construit en plusieurs campagnes.
La nef pourrait dater de l’époque pré-romane (Xe siècle) ou du début de l'époque romane , mais cette datation haute ne fait pas l'unanimité : son plan archaïque pourrait avoir été conditionné par celui d'un édifice plus ancien. Le transept et le chevet sont construits à la fin du XIe ou au début du XIIe siècle. Les fouilles archéologiques ont montré que ce dernier était originellement formé d'une abside semi-circulaire encadrée par deux absidioles de même forme. 
Au XIVe et XVe siècles, le chœur est reconstruit. On bâtit également le porche nord.
L'église subit de profonds remaniements au XVIIe siècle qui en modifient totalement l'extérieur à l'exception de la façade ouest. On agrandit la chapelle nord du chœur (chapelle du Rosaire) et on élève la chapelle Notre-Dame-de-la-Pitié dans le collatéral nord entre le porche et le transept. On obstrue les fenêtres hautes de la nef et la toiture est transformé en toit à deux pans. Le sol est surélevé à l’intérieur.
Au XIXe siècle, la sacristie est construite au sud-est du chevet.
L'édifice est classé au titre des monuments historiques le 13 août 1990.

## Description
L'édifice roman était en croix latine à transept peu marqué et chevet à chapelles semi-circulaires échelonnées. Du fait des adjonctions successives, l’église présente aujourd’hui un plan irrégulier. Elle mesure environ 28 × 12 mètres .
Une tour carrée surmontée d'une flèche d'ardoise s'élève sur la croisée du transept. 
La façade ouest du XIIe siècle est percée d'une porte de plein cintre à simple rouleau encadrée de deux contreforts maçonnés reliés par un second arc de plein cintre en saillie. Au-dessus, le pignon est percé d'une grande fenêtre de plein cintre. 
On note la présence de maçonnerie en opus spicatum au pignon du transept et du croisillon sud.
À l’intérieur, la nef de cinq travées, couverte de charpente, s'ouvre sur les bas-côtés par des arcs fourrés de plein cintre à simple rouleau retombant directement sur de massives piles carrées. Leurs arêtes sont abattues en chanfrein, disposition masquée par l'enduit qui recouvre les parois. Les fenêtres hautes aujourd'hui bouchées sont petites et assez ébrasées.
La croisée du transept de plan oblong, couverte d'une voûte en berceau, s'ouvre par des arcs diaphragmes de dimension à peine supérieure à celle des grandes arcades. Ils retombent sur des colonnes engagées à chapiteaux. Ceux de l'arc donnant sur la nef sont décorés de motifs végétaux de type corinthien. Ils s’apparentent aux chapiteaux de Saint-Gildas de Rhuys, Sulniac, Plumergat et Locmariaquer et peuvent être datés de la fin du XIe siècle. 
Des traces de décor peint roman subsistent au sud de la croisée du transept. 
Le chœur gothique à chevet plat s'achève par une baie ogivale à remplage. Il s'ouvre sur les chapelles latérales au nord et au sud par deux arcs brisés retombant des colonnes.